# Erythrolynchia nigriventris
Erythrolynchia nigriventris là một loài bọ cánh cứng trong họ Đom đóm (Lampyridae). Loài này được Kazantsev miêu tả khoa học năm 2006.